# Vladimír Pára
Vladimír Pára (24. července 1918 Horažďovice – 7. května 1983 Sydney?) byl český pilot 311. československé bombardovací perutě.

## Život

### Před druhou světovou válkou
Vladimír Pára se narodil 24. července 1918 v Horažďovicích v rodině pekaře Ferdinanda Páry a Otýlie, rozené Ousovské. V roce 1923 se Párovi přestěhovali do Hostivice, kde Ferdinand Pára obnovil pekařství v domě čp. 84. Vyučil se na leteckého mechanika a do rozpadu Československa pracoval na nedalekém ruzyňském letišti.

### Druhá světová válka
Po německé okupaci v březnu 1939 opustil Vladimír Pára ilegálně Protektorát Čechy a Morava a odešel do Polska, kde byl 2. září téhož roku v Krakově prezentován u zde vznikající československé zahraniční jednotky. Přes Francii se dostal do Spojeného království, kde vstoupil do Royal Air Force a byl zařazen do 311. československé bombardovací peruti. Zde začal v roce 1941 operačně létat nad okupovanou Evropu a nacistické Německo. Dne 3. března 1942 během náletu na Emden byl jeho letoun silně poškozen útokem nočního stíhače, ale Vladimíru Párovi se podařilo doletět zpět. Dne 14. dubna 1942 odstartoval k náletu na Dortmund. Jeho stroj Vickers Wellington Mk.IC Z-1098 KX-U byl během akce poškozen protiletadlovou palbou a následně nad Weertskou čtvrtí Boshoven v Nizozemsku při návratu sestřelen německým nočním stíhačem Siegfriedem Wandamem na letounu Messerschmitt Bf 110. Jednalo se o poslední ztrátu 311. perutě před jejím přechodem od Bomber Command ke Coastal command. Vladimír Pára byl těžce raněn, ale přežil, a padl do zajetí. Po pobytu v několika internačních táborech se dožil konce druhé světové války.

### Po druhé světové válce
Po návratu do Československa v hodnosti štábního rotmistra žil Vladimír Pára krátce v Hostivici. Ještě před komunistickým převratem v únoru 1948 odešel opět do exilu. Žil v Anglii, kde opět sloužil v řadách Royal Air Force. Zemřel 7. května 1983 snad v Sydney.

## Ocenění

### Vyznamenání
- Československá medaile za zásluhy I. stupně

### Posmrtná cenění
- V roce 1991 byl Jaroslav Klvaňa in memoriam povýšen do hodnosti plukovníka
- V roce 2006 byl Vladimíru Párovi udělen titul čestného občana města Hostivice